# 宮崎東環状道路
宮崎東環状道路（みやざきひがしかんじょうどうろ）は宮崎県宮崎市の宮崎自動車道宮崎ICから宮崎県西都市の東九州自動車道西都ICに至る総延長約30キロメートル (km) の地域高規格道路である。2020年3月21日広瀬バイパスが供用開始し全線開通した。一ツ葉有料道路南線の区間は高速道路ナンバリング（高速道路等路線番号）の対象区間となっており「E98」が割り振られている。

## 構成する路線名
- 宮崎県道10号宮崎インター佐土原線
  - 一ツ葉有料道路 南線（E98）
  - 一ツ葉有料道路 北線
- 広瀬バイパス（国道219号）：2020年3月21日開通[1]。
- 春田バイパス（国道219号）

## 歴史
- 2020年3月21日 : 広瀬バイパスが供用開始し全線開通